# Amar Abba
Amar Abba, né en 1948, est un diplomate algérien. 

## Biographie
Amar Abba est né en 1948 à Tizi-Ouzou, il est diplômé de l’École nationale d’administration (ENA) d’Alger,. 
Il était ambassadeur d’Algérie en Russie et en même temps ambassadeur en Biélorussie,.
Plus tard, Amar Abba a été nommé ambassadeur d'Algérie au Royaume-Uni. Il était également ambassadeur en Irlande à la même époque,. 
Le 17 avril 2025, il est nommé conseiller d'Abdelmadjid Tebboune, président de la République algérienne, en charge de la diplomatie.